# Keňská fotbalová reprezentace
Keňská fotbalová reprezentace reprezentuje Keňu na mezinárodních fotbalových akcích, jako je mistrovství světa nebo Africký pohár národů.

## Mistrovství světa
| Rok    | Účast                                           | Soupisky |
| ------ | ----------------------------------------------- | -------- |
| 1930   | Bez účasti                                      |          |
| 1934   | Bez účasti                                      |          |
| 1938   | Bez účasti                                      |          |
| 1950   | Bez účasti                                      |          |
| 1954   | Bez účasti                                      |          |
| 1958   | Bez účasti                                      |          |
| 1962   | Bez účasti                                      |          |
| 1966   | Bez účasti                                      |          |
| 1970   | Bez účasti                                      |          |
| 1974   | Nepostoupili z kvalifikace                      |          |
| 1978   | Nepostoupili z kvalifikace                      |          |
| 1982   | Nepostoupili z kvalifikace                      |          |
| 1986   | Nepostoupili z kvalifikace                      |          |
| 1990   | Nepostoupili z kvalifikace                      |          |
| 1994   | Nepostoupili z kvalifikace                      |          |
| 1998   | Nepostoupili z kvalifikace                      |          |
| 2002   | Nepostoupili z kvalifikace                      |          |
| 2006   | Nepostoupili z kvalifikace                      |          |
| 2010   | Nepostoupili z kvalifikace                      |          |
| 2014   | Nepostoupili z kvalifikace                      |          |
| 2018   | Nepostoupili z kvalifikace                      |          |
| 2022   | Nepostoupili z kvalifikace                      |          |
| Celkem | Účast – 0× Zlato – 0×, Stříbro – 0×, Bronz – 0× |          |